# SIGARMS
SIGARMS е международна компания, обединяваща швейцарската SIG с германската Sauer и разположена в САЩ. SIGARMS е един от най-големите в световен мащаб оръжейни производители.

## Произвеждани модели
- SIG Sauer P220
- SIG Sauer P225
- SIG Sauer P226
- SIG Sauer P228
- SIG Sauer P229
- SIG Sauer P230
- SIG Sauer P232
- SIG Sauer P239
- SIG Sauer P245
- SIG Sauer P250